# Дмитри Гуревич
Дмитри Гуревич (на английски: Dmitry Gurevich) е руско-американски шахматист, гросмайстор от 1983 г.

## Биография
Роден е в Москва, Руска СФСР. През 1980 г. емигрира в Ню Йорк, САЩ. Три години по-късно спечелва гросмайсторско звание. Успешно се представя на „National Open“ в Лас Вегас, където поделя първо място няколко пъти – 1985, 1986, 1990, 1991, 1996 и 1997 г. На два пъти спечелва Откритото първенство на САЩ – 1988 и 1994. Четирикратен победител е в „Чикаго Опен“ – 1992 (с Грегори Кайданов), 1994, 1998 (с Александър Шабалов, Борис Гулко, Игор Новиков, Жоел Бенджамин, Джон Фьодорович и Джош Уецкин) и 1999 (с Александър Белявски, Александър Голдин, Грегори Кайданов, Гиорги Качеишвили, Александър Шабалов и Александър Иванов).
През 1989 г. участва на световното отборно първенство в Люцерн. Състезава се като втора резерва. Изиграва седем партии, постигайки в тях четири ремита и три загуби.